# 帕金森瑣碎定理
帕金森瑣碎定律（英語：Parkinson's Law of Triviality），又譯為帕金森氏凡俗法則，或稱鸡毛蒜皮定律、芝麻綠豆定律，由英國歷史學者與政治學者西里爾·諾斯古德·帕金森（Cyril Northcote Parkinson）於1957年所提出，用來說明大型組織會花費大量時間在討論無關緊要的瑣事，但是真正重大的決議反而可以輕鬆過關這種現象。這是由於人對大議題較難有全面性的理解，故怕貿然提出異議，可能會失言；相反地，對於一些簡單瑣碎的小事，有相當的認識，因此意見特別多，造成組織在各事項上討論所花費之時間，通常與事項本身的重要程度呈現反比。

## 例子
西里爾·諾斯古德·帕金森於1956年的著作《帕金森定理，以及其他在管理上的研究》（Parkinson's law, and other studies in administration）中首次提出這個論點。
在第三章，《高昂的价格，或兴趣消失的平衡点》中，帕金森描述了一个虚构的财政议会中讨论的三项议题：第一项为搭建价值一千万英镑的反应堆，第二项为价值350英镑的员工自行车棚，第三项为每年21英镑为联合福利议会茶店的提案。
1. 一千万英镑的核反应堆在数额和技术含量上都高高在上遥不可及，在两分半的讨论之后便通过了。一名议会成员提出了完全不同的计划，然而无人愿意放弃议会取得的进展而响应寥寥，另一位熟稔该议题的成员略有担忧，然而他觉得无法向议会的其他成员解释清楚，最终作罢。
2. 自行车棚的议题则处于所有人理解范围之内，并有丰富人生经验予以支撑意见，议会成员Softleigh先生表示铝制棚顶价格高昂，应使用石棉。Holdfast先生提议使用镀锌铁，Daring先生则对自行车棚是否必要表示质疑。Holdfast表示反对。辩论自此拉开帷幕，350英镑的自行车棚。讨论继续。在经过45分钟的讨论，并得出有可能节省50英镑的结果之后，议会成员带着完成使命的成就感纷纷坐回原位。
3. 帕金森继续描写第三项议题：“也许有些成员无法区分铝制棚顶或石棉棚顶，但是所有人都了解咖啡-它是什么，应该如何做，该在哪买-以及到底该不该买。这项议题将会占用议会成员一小时加一刻的时间，然而由于时间关系，会议结束时议员要求会议秘书提供更多信息，同时将此项议题的决定留待下次议会处理。”